# ميسوبوتاميا (كاستوريا)
ميسوبوتاميا (Μεσοποταμιά) هي مدينة في كاستوريا في مقاطعة فوريا إلادا في اليونان.